# Олів'є Шарруен
Олів'є Шарруен (фр. Olivier Charroin; нар. 10 березня 1982) — колишній французький тенісист.
Найвищу одиночну позицію світового рейтингу — 523 місце досяг 23 червня 2008, парну — 84 місце — 21 травня 2012 року.
Завершив кар'єру 2014 року.

## Фінали за кар'єру

### Парний розряд (10)
| Легенда              |
| ATP Челленджери (10) |

| Фінали за покриттям |
| ------------------- |
| Тверде (1–2)        |
| Ґрунт (2–3)         |
| Трава (1–0)         |
| Килим (1–0)         |

| Результат | Ранг | Дата            | Турнір                | Покриття  | Партнер         | Суперники у фіналі                    | Рахунок               |
| --------- | ---- | --------------- | --------------------- | --------- | --------------- | ------------------------------------- | --------------------- |
| Поразка   | 1.   | 6 лютого 2011   | Курмайор, Італія      | Тверде    | Александр Ренар | Марк Жікель Ніколя Маю                | 3–6, 4–6              |
| Перемога  | 1.   | 1 травня 2011   | Острава, Чехія        | Ґрунт     | Стефан Робер    | Андіс Юшка Олександр Кудрявцев        | 6–4, 6–3              |
| Поразка   | 2.   | 3 липня 2011    | Брауншвейг, Німеччина | Ґрунт     | Стефан Робер    | Мартін Еммріх Андреас Сільєстрем      | 6–0, 4–6, [7–10]      |
| Поразка   | 3.   | 17 липня 2011   | Сопот, Польща         | Ґрунт     | Стефан Робер    | Маріуш Фирстенберг Марцін Матковський | 5–7, 6–7(4–7)         |
| Перемога  | 2.   | 24 липня 2011   | Познань, Польща       | Ґрунт     | Стефан Робер    | Франко Феррейро Андре Са              | 6–2, 6–3              |
| Поразка   | 4.   | 26 лютого 2012  | Вольфсбург, Німеччина | Килим (i) | Томаш Беднарек  | Лауринас Грігеліс Володимир Ігнатик   | 5–7, 6–4, [5–10]      |
| Поразка   | 5.   | 18 березня 2012 | Гвадалахара, Мексика  | Тверде    | Томаш Беднарек  | Джеймс Серретані Аділ Шамасдін        | 6–7(5–7), 1–6         |
| Перемога  | 3.   | 24 березня 2012 | Рімускі               | Тверде    | Томаш Беднарек  | Ян-Фредерік Брюнкен Штефан Зайферт    | 6–3, 6–2              |
| Поразка   | 6.   | 20 травня 2012  | Бордо, Франція        | Ґрунт     | Джонатан Маррей | Мартін Кліжан Ігор Зеленай            | 6–7(5–7), 6–4, [4–10] |
| Перемога  | 4.   | 17 червня 2012  | Ноттінгем             | Трава     | Мартін Фішер    | Євген Донской Андрій Кузнєцов         | 6–4, 7–6(8–6)         |